# 편곡
편곡(編曲, 영어: arrangement)은 음악에서 멜로디를 뒷받침해주는 부분(반주, 부선율, 코러스)을 만드는 작업이다.

## 작곡과 편곡의 차이
작곡은 멜로디를 만드는 작업이고, 편곡은 그 멜로디를 뒷받침해주는 부분(반주, 부선율, 코러스)을 만드는 작업이다. 한편 멜로디를 뒷받침해주는 부분 중 핵심은 반주이므로, 편곡을 '반주를 만드는 작업'이라고 말하기도 한다.
영어권에서는 보통 음반 크레딧에 작곡자의 이름은 Composed by XXX (혹은 Written by XXX), 편곡자의 이름은 Arranged by XXX (혹은 Produced by XXX) 이런 형식으로 표기된다. (예: Arranged by John Lennon)

## 오해 (재편곡, 리메이크와의 혼동)
편곡을 기존 곡의 분위기나 스타일을 바꾸는 것으로 오해하고 있는 경우가 많다. 예를 들어 나는 가수다, 불후의 명곡 등 대한민국의 TV 음악 경연 프로그램에서는 "(기존 곡을) 편곡했다."는 표현이 자주 나온다. 하지만 그 경우 정확히 말하려면 "재편곡했다." 또는 "리메이크했다."고 해야 맞다.
재편곡이란 말 그대로 다시 편곡, 즉 기존의 편곡을 바꾸는 것인데, 재편곡을 하면 곡의 분위기나 스타일이 바뀌는 것이 보통이다. 그리고 음악에서의 리메이크란 기존에 발표된 곡의 가사나 멜로디 또는 편곡을 수정하여 새롭게 만드는 만드는 작업이다. 한편 리메이크 작업시 기존 편곡은 그대로 둔채 가사나 멜로디만 수정할 수도 있지만, 보통은 편곡까지 고치는 것이 보통이다. 오히려 편곡을 고치는 것이 리메이크 작업에서의 핵심이다. 따라서 리메이크 작업에는 통상적으로 재편곡 작업이 동반된다.
물론 재편곡 역시 편곡 작업이므로, 기존 편곡을 바꿔서 곡의 분위기나 스타일을 바꾼 것을 가리켜 "편곡했다"고 말해도 완전히 틀린 표현인 것은 아니다. 그러나 기존의 가사를 새롭게 바꾸는 것도 작사 작업이지만, 그렇다고 해서 작사의 의미가 기존의 가사를 새롭게 바꾸는 작업이 아니듯, 편곡의 의미도 기존의 편곡을 새롭게 바꾸는 작업인 것은 아니다.

## 편곡을 위해 필요한 지식
편곡을 하기 위해서는 화성학 지식과 다양한 악기에 대한 지식이 필요하다. 한편 현대음악에서는 편곡 작업시 실제악기와 실제 연주자 대신 컴퓨터 프로그램을 이용하는 경우가 주를 이루고 있어(이른바 미디 작업), 이를 통한 편곡 작업을 하기 위해서는 각종 컴퓨터 프로그램(시퀀서 프로그램, 가상악기 프로그램)에 대한 지식도 필요하다.

## 같이 보기
- 기보법
- 키보드 (악기)
- 분류:편곡가

## 참고 문헌
- 마츠우라 아유미 (2007). 《브라스 & 스트링스 편곡법》. SRMUSIC.[쪽 번호 필요]
- 런즈윅 대릴 (1999). 《팝 록 재즈의 편곡법》. 예영커뮤니케이션.[쪽 번호 필요]
- 시노다 모토카즈 (2007). 《실전 실용음악 편곡이론》. SRMUSIC.[쪽 번호 필요]